# Destiny’s Child (album)
Destiny’s Child – debiutancki album amerykańskiej grupy Destiny’s Child. Został wydany przez Columbia Records 17 lutego 1998. Promowały go single „No, No, No” i „With Me”.
Album przebywał przez 26 tygodni na amerykańskiej Billboard 200, docierając jedynie do 63 pozycji. W Wielkiej Brytanii zadebiutował na liście 75 najlepszych albumów. Album sprzedał się w ilości trzech milionów kopii na całym świecie. W wielu krajach został ponownie wydany i rozszerzony o kilka nowych piosenek.

## Lista piosenek
1. „Second Nature”
2. „No, No, No Part 2” (featuring Wyclef Jean)
3. „With Me Part I” (featuring Jermaine Dupri)
4. „Tell Me”
5. „Bridges”
6. „No, No, No Part 1”
7. „With Me Part II” (featuring Master P)
8. „Show Me The Way”
9. „Killing Time”
10. „Illusion” (featuring Wyclef Jean and Pras)
11. „Birthday”
12. „Sail On”
13. „My Time Has Come”

Utwory bonusowe (reedycja)
1. „Know That”
2. „You're The Only One”
3. „No, No, No (Camdino Soul Extended Remix)
4. „DubiLLusions”
5. „Amazing Grace” (tylko w Japonii)

## Pozycje na listach
| Lista (1998)                          | Pozycja |
| ------------------------------------- | ------- |
| Canada Top 50 Albums                  | 16      |
| Dutch Albums Chart                    | 19      |
| U.S. Billboard 200                    | 63      |
| U.S. Billboard Top R&B/Hip-Hop Albums | 6       |
| Lista (2001)                          | Pozycja |
| UK Albums Chart                       | 67      |